# مئذنة خسروغرد
مئذنة خسروغرد (بالفارسية: مناره خسروگرد) هي مئذنة ومنارة تاريخية تعود إلى القرن السادس الهجري، وتقع في سبزوار.